# Río Chingual
Río Chingual är ett vattendrag i Colombia, på gränsen till Ecuador. Det ligger i den sydvästra delen av landet, 600 km sydväst om huvudstaden Bogotá.